# 法律相談
法律相談（ほうりつそうだん）とは、弁護士などが一般市民・消費者などに対して法的教示などを行うことをいう。

## 概説

### 法律相談の実施形態
法律相談は、各弁護士の営む法律事務所で行われるほかは、自治体や法執行機関などの行政機関、法テラス、各地の弁護士会が運営する法律相談センターなどで常設的に行われている。また、特定の社会問題が発生した際には弁護士有志によるアドホックな相談窓口も設けられている。特に自治体が設置する法律相談窓口はコモンロー諸国ではあまり見られないものであり、その背景には「相談」により問題解決を図るという日本の文化的パターンの存在があることが指摘されている。
行政機関等が実施する法律相談には無料のものもあるが、基本的に法律相談は弁護士が専門的な知識と経験に基づいてアドバイスをするもので対価性があり、有料であることが通常である。例外的に多重債務問題、DV（ドメスティックバイオレンス）問題、労働問題などの人権救済上重要な分野においては無料で行われることもある。

### 法律相談の内容
弁護士による法律相談においては、相談者が抱える問題の共有と、弁護士の専門的立場からの判断の伝達が行われる。その際、弁護士は自己の有する法的な判断枠組みに沿って情報を収集するが、相談者の望む解決目標とのバランスも重要となり、相談者の解決目標が適切である場合は共鳴が基本的な態度となる。ただし、相談者が不適切な解決目標や思い込みを抱いている場合は、相談者が適切な問題解決の機会を失しないよう、専門家の責務としてこれを説得・対抗する働きかけがなされる。
従来、法律相談は一般市民などに対して廉価に法的サービスを提供すること（自律的な相談者を前提に被相談者の法的知識を切り売りするようなもの）のみを指すとも考えられてきた（コンサルテーション型の法律相談）。しかし、司法制度改革の中で利用者の視点が重視されるようになったことなどから、相談者と被相談者のやりとりに一般的なカウンセリングの技法を導入し、納得する解決方法に向けて相談者をエンパワーするような「カウンセリング型の法律相談」を目指すべきとの主張も唱えられている。

### 法律上の制限
隣接法律専門職が行う相談業務も、当該資格の範囲内において法律専門家として相談業務を行うものである以上、その範囲内で行われる相談業務は法律相談に含めて論じられることがある。
ただし、利益を得る目的で「法律相談」との表示を行うことができるのは弁護士のみである（弁護士法第74条第2項）。
なお、税務相談（税理士法第2条第1項第3号）については税理士の無償独占業務とされているため（税理士法第52条）、無償であっても税理士以外の者が行うことはできない。同様に、司法書士の業務のうち登記・供託・裁判所提出書類等に関する相談および土地家屋調査士の一定の業務に関する相談についても、それぞれ司法書士および土地家屋調査士の無償独占業務とされており（司法書士法第73条第1項、土地家屋調査士法第68条第1項）、無償であっても資格者以外は行うことができない。
レファレンスサービスに法律相談が寄せられた場合、関連する資料や連絡先の提示で対応している。

## 災害時の法律相談
災害などの非常時において、弁護士会が被災地において無料法律相談を行うことがある。過去の火山の噴火・大地震などの経験を踏まえ、日弁連は「全国弁護士会災害復興の支援に関する規程」を制定するなど、被災地支援体制を構築している。
このような被災地における法律相談は、精神的支援機能、情報提供機能、紛争予防機能、パニック防止機能、立法事実収集機能などの機能を果たし、個別の被災者の不安解消のみならず、被災者の法的ニーズを汲み上げることにより、災害関連立法の制定・改善にも役立っている。